# Carlos Núñez Cortés
Carlos Núñez Cortés (Buenos Aires, 15 de octubre de 1942) es un humorista, pianista, compositor y químico. Fue integrante del conjunto humorístico/ musical Les Luthiers desde antes de su fundación hasta el aniversario número 50 del grupo.

## Infancia y adolescencia
Núñez Cortés es el primer hijo del matrimonio compuesto por Anselmo Núñez Cortés (relojero) y Julia Alazdraqui. Luego nacerían dos hermanos, Eduardo Enrique y Mónica. Según su propio relato:
Mis abuelos eran españoles por el lado paterno y turcos por el lado materno. Mi padre, Anselmo, era relojero. Había heredado la profesión de su padre (mi abuelo), que había ejercido como relojero en Cieza, un pueblito de Murcia.
Mi madre, Julia Alazdraqui, lleva la música en el alma. Si bien nunca realizó ningún estudio al respecto, tiene un oído excepcional. Cantaba como una soprano ligera. De pequeños, nos cantaba canciones sefarditas en antiguo judeo-español.
A los 6 años se traslada junto con su familia a la ciudad de Posadas (provincia de Misiones) en el noreste de Argentina, donde vivirá hasta la edad de 13 años. Esos años de vida cercanos a entornos agrestes despertarían en el niño Carlos su gusto por los ambientes naturales y su interés por todo tipo de fauna. Cerca de su casa en Misiones, vivía un compañero de colegio cuya familia tenía un piano: 
Cada vez que lo iba a visitar, me encantaba sentarme ante ese instrumento e improvisar las canciones de moda.
Un día, en una reunión, mis padres me vieron tocando el piano con cierta soltura y se quedaron pasmados. No estaban enterados ni se lo imaginaban, Yo tenía seis años.
A la edad de 6 años inicia sus estudios de piano en Posadas. De regreso a Buenos Aires, continúa sus estudios con Roberto Saccente. A los 14 da sus primeros conciertos, y más tarde aborda estudios de composición y armonía en forma autodidacta. El piano, su interés por la naturaleza y los experimentos de química serán las principales actividades del adolescente, hasta el ingreso a la Facultad de Ciencias Exactas de la Universidad de Buenos Aires (UBA).

## La Universidad de Buenos Aires
Carlos Núñez Cortés cursó sus estudios en la UBA con excelentes notas, egresando en 1967 con el título de “Licenciado en Química”, con orientación en Química Biológica. Trabajó en su profesión en diversos laboratorios hasta que en 1972 renunció definitivamente para dedicarse de lleno a Les Luthiers.
Durante sus años de estudiante participaba activamente de las actividades paralelas al estudio. En particular, formaba parte del coro de Ciencias Exactas primero, y del coro de la Facultad de Ingeniería después. Es en este coro donde conocería a otros estudiantes de distintas facultades que se divertían haciendo música-humor. Este grupo, luego de exitosas presentaciones dentro del ambiente estudiantil, se consolidaría tomando el nombre de I Musicisti y comenzaría a representar obras en pequeños locales.

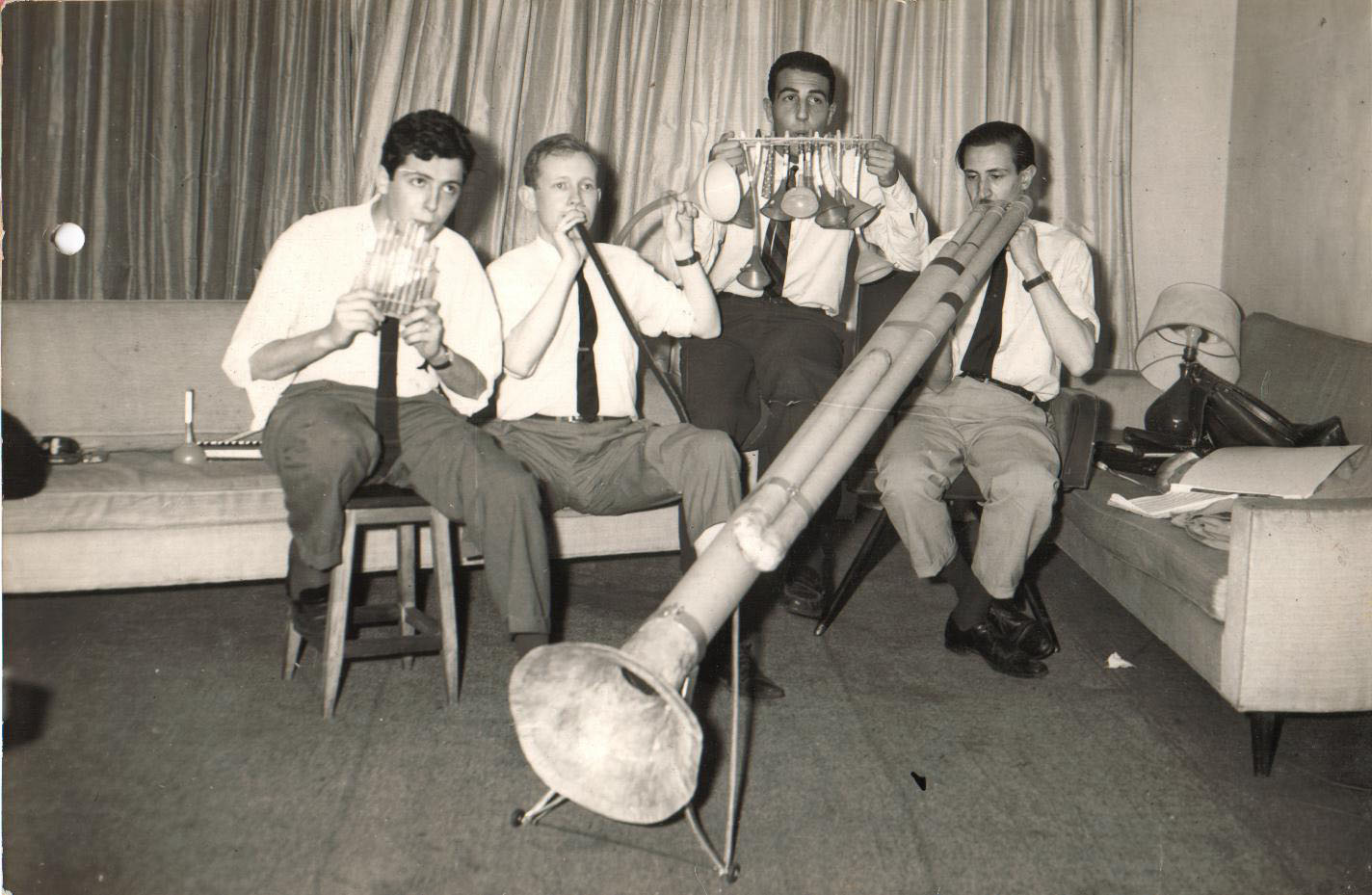
Parte de los miembros de I Musicisti ensayando: Carlos Núñez Cortés, Marcos Mundstock, Daniel Durán y Gerardo Masana (1965).

En septiembre de 1967, luego de una función de I Musicisti y las óperas históricas, el grupo de diez estudiantes se separó por desavenencias internas y quedó escindido en dos: el que se llamaría Les Luthiers (con Gerardo Masana, Jorge Maronna, Marcos Mundstock y Daniel Rabinovich) y el que mantuvo el nombre de I Musicisti (con Carlos Núñez Cortés, Daniel Durán, Horacio López, Guillermo Marín, Raúl Puig y Jorge Schussheim). Hacia fines de 1968, Les Luthiers convenció a Carlos Núñez Cortés para que se uniera a ellos. Poco tiempo después I Musicisti se disolvería.

## Les Luthiers
Se podría decir que Carlos Núñez Cortés fue, dentro del grupo, un luthier muy completo ya que aunó cualidades musicales, actorales y de composición, y además participó en la construcción de los instrumentos informales que dan el nombre al conjunto.

### Obras de su autoría
Desde los comienzos de I Musicisti Núñez Cortés se destacó en la composición de las obras escribiendo música y letra en varias de ellas, aunque luego se dedicaría casi exclusivamente a la composición musical. Algunos de los primeros éxitos del grupo llevan su firma, como “Teorema de Thales”, “Calypso de las píldoras” y “Concerto grosso alla rustica”. Muchas partituras célebres de Les Luthiers son de su autoría, como "Kathy, la reina del saloon", "Las majas del bergantín", "Makanoa", “El aria agraria”, “San Ictícola de los peces”, "El zar y un puñado de aristócratas...", "Tom McCoffee", "Selección de bailarines", "Loas al cuarto de baño" y "Dilema de amor", entre otras.

### Participación en el escenario
Carlitos (como es conocido dentro del grupo y como lo llaman sus admiradores) es un dúctil actor cómico. Él reconoce a Charles Chaplin como una de sus guías en el arte de la mímica, tanto corporal como gestual, arte en el que sin duda aventaja al resto del grupo. Carlos Núñez Cortés fue también en el escenario el virtuoso del piano y de varios instrumentos informales. Cantando fue asiduamente el solista, y en obras corales suele ser la voz que lleva la melodía ya que posee el registro más agudo entre Les Luthiers.

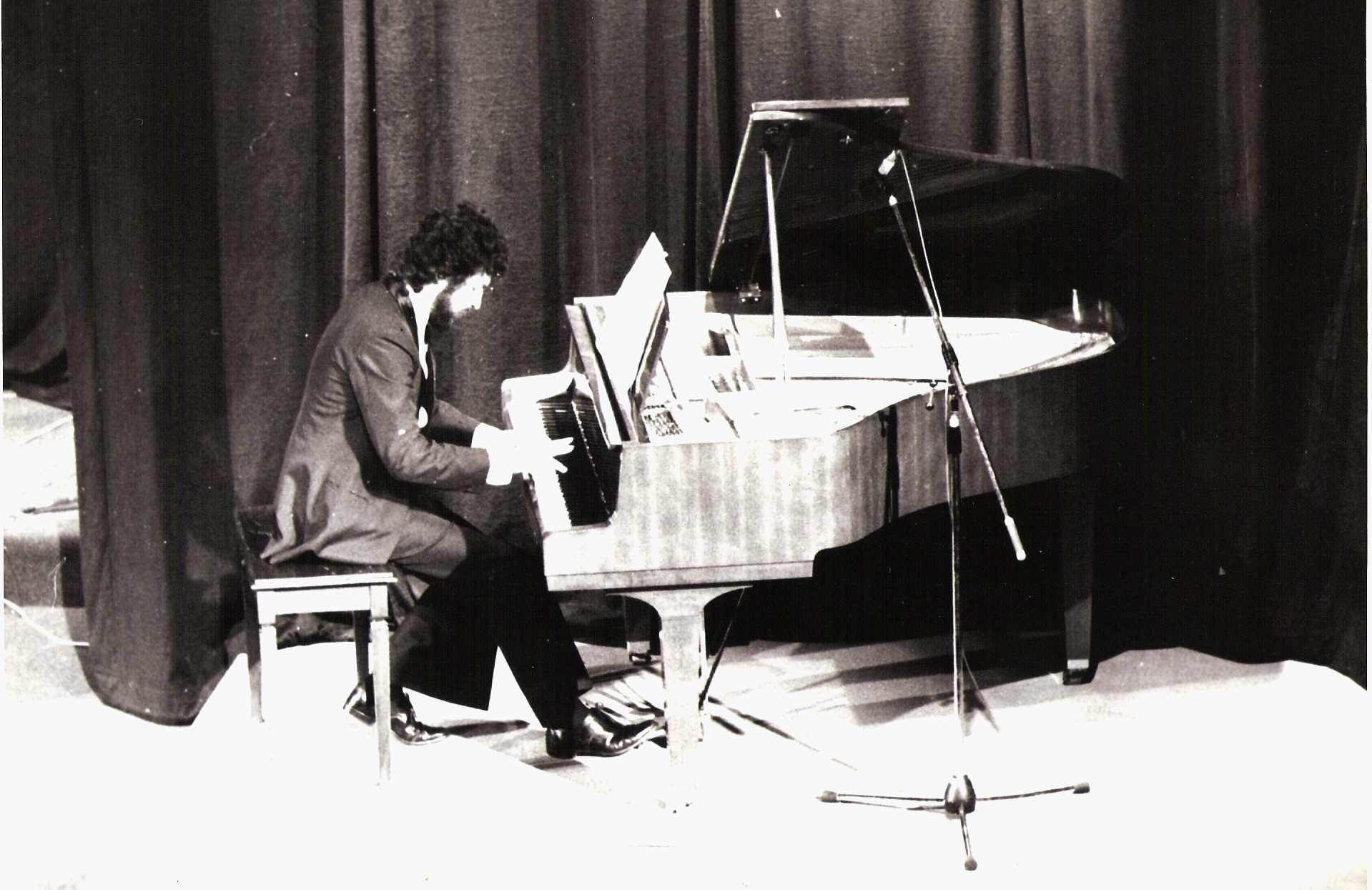
Carlos Núñez Cortés al piano en el espectáculo "Viejos Fracasos" (1976)

### Instrumentos que interpreta
Carlos Núñez Cortés domina principal (pero no exclusivamente) instrumentos de teclado o de viento.
Entre los instrumentos formales de teclado podemos citar, además del piano, todo tipo de teclado electrónico y el acordeón a piano. También emplean teclado muchos de los instrumentos informales que ha interpretado (como por ejemplo la mandocleta, el ferrocalíope o el dactilófono).
Entre los instrumentos de viento formales o folklóricos que maneja podemos citar a la flauta dulce y la quena, pero también a muchos instrumentos informales de viento, como el glamocot, el tubófono, el nargilófono y el glisófono pneumático, entre otros.
Además toca diversos instrumentos de percusión, tanto formales como informales. Podemos mencionar a la marimba de cocos, las tablas de lavar y las tablas hindúes, entre otros. Finalmente, la informalidad de los instrumentos de Les Luthiers lo han llevado a aprender a interpretar instrumentos difíciles de clasificar, entre los que podemos nombrar al alambique encantador y la exorcítara. 

La lista completa de los instrumentos informales que ha tocado en el escenario es la siguiente:
Alambique encantador, Batería de cocina, Bass-pipe, Dactilófono, Desafinaducha, Exorcítara, Gaita de cámara, Glamocot, Glisófono pneumático, Gom-horn, Latín, Mandocleta, Manguelódica pneumática, Marimba de cocos, Narguilófono, OMNI (Objeto Musical No Identificado), Órgano de campaña, Percuchero, Tablas de lavar, Tubófono silicónico cromático, Yerbomatófono.

### Luthier de Les Luthiers
Les Luthiers tiene un taller de luthiería donde se diseñan y fabrican los instrumentos informales que utilizan. De entre los miembros de Les Luthiers, Carlos Núñez Cortés es el único (además del fallecido Gerardo Masana) que ha participado desde siempre en el diseño y elaboración de los mismos. De su inventiva o en su trabajo conjunto con Carlos Iraldi han surgido el tubófono parafínico cromático, el glamocot, la marimba de cocos, la mandocleta, el nargilófono y otros.

### Les Luthiers para la posteridad
Núñez Cortés es el miembro de Les Luthiers que más se ocupa de las actividades del grupo fuera del escenario.
Es él quien ha coordinado e impulsado la grabación en vídeo y DVD de la mayor parte de los espectáculos de Les Luthiers, así como uno de los impulsores de la discografía oficial del conjunto.
Les Luthiers cuenta con un archivo muy completo, donde se atesoran los libretos originales, los programas que se entregan al público, los planos de los instrumentos, las grabaciones de los ensayos y todo lo referente al grupo. Este archivo fue establecido y está a cargo de Carlos Núñez Cortés.
Además se dedicó a analizar la obra de Les Luthiers desde la óptica del ludolingüismo. Al respecto escribió un libro llamado Los juegos de Mastropiero que explica detalladamente juegos de palabras y demás recursos idiomáticos utilizados en Les Luthiers. Se caracteriza por la fluidez en que puede ser leído y por el humor con el que está escrito.
Finalmente, de entre los miembros de Les Luthiers, Carlitos es el que mantiene la relación más fluida con el público y los admiradores. Ha participado en algunos foros de discusión sobre Les Luthiers, y es quien ha facilitado material y datos a los constructores de numerosas páginas web dedicadas al grupo.

### El retiro de Les Luthiers
Hacia fines de 2014 Núñez Cortés anunció su intención de dejar el grupo cuando Les Luthiers cumplieran 50 años como conjunto. Esa decisión se mantuvo y el pianista dejó el grupo a fines de septiembre del 2017. La razón del alejamiento obedece a su voluntad de descansar y de disfrutar una merecida jubilación cuando todavía goza de buena salud. En su libro Memorias de un luthier Núñez Cortés lo aclara: 
En septiembre de 2017 le diré adiós a Les Luthiers, lo que significa no subirme más al escenario. He elegido esa fecha porque ese día, y por esa extraña fascinación que tenemos los humanos por los números redondos, se habrán cumplido 50 años de la fundación del grupo.

Seguiré atesorando papelitos y programas, ya que el puesto de fan número uno no me lo quita nadie. Si mis compañeros me lo solicitan acudiré en su ayuda para lo que sea. Y, si bien me da cierta aprensión mencionar el lugar común, me dedicaré al dolce far niente, esto es a realizar todas aquellas cosas que alguna vez pospuse por falta de tiempo libre: asaditos, viajes, conciertos, pajaritos, caracoles... 

## El trabajo artístico paralelo a Les Luthiers
En los primeros años de Les Luthiers Núñez Cortés compartía su tiempo con su trabajo en química y además con la musicalización de varias obras de teatro. Entre otras podemos nombrar a “Juan de los caminos”, “Juan Moreira súper show",  y “Corazón de bizcochuelo” del actor y dramaturgo Enrique Pinti (la lista completa de obras se puede consultar abajo). Además de ello, también dirigió durante varios años el coro de niños del “Collegium Musicum” de Buenos Aires.
Luego, la actividad creciente en Les Luthiers ocupó todo su tiempo y hubo de descontinuar esta faceta de su trabajo, aunque esporádicamente participó en la musicalización de algunas obras, como por ejemplo “Tres mujeres con equipaje”, en el año 2007.

## Otras pasiones
En su tiempo libre Núñez Cortés gusta de la naturaleza. Disfruta escalando montañas, buceando, explorando lugares vírgenes, observando aves y todo tipo de fauna. Su interés por los caracoles marinos lo convirtió en estudioso malacólogo y coleccionista. Actualmente cuenta con una colección personal que se compone de aproximadamente 9000 caracoles de 3000 especies distintas, entre marinos, de agua dulce y terrestres. Ha publicado un libro sobre este tema:  100 caracoles argentinos, en colaboración con Tito Narosky. 
Desde el 2020, participa como columnista en el Podcast "La Hora de la Nostalgia", el Podcast donde se habla de Les Luthiers.

## Distinciones y premios obtenidos
Núñez Cortés ha sido distinguido en forma individual y también colectiva (como miembro de Les Luthiers).
Individualmente fue premiado varias veces por la musicalización de diversas obras teatrales. Además, y en reconocimiento a sus aportes a la malacología, en el año 2004 un pequeño molusco de las islas Canarias (especie nueva para la ciencia) fue bautizado con su nombre: Onoba nunezi.
Entre las distinciones más destacadas recibidas por su desempeño como miembro de Les Luthiers podemos citar:
- Encomienda de Número de la Orden de Isabel la Católica

Gobierno Español - Buenos Aires, agosto 2007
- Ciudadano Ilustre de la Ciudad de Buenos Aires

Gobierno de la Ciudad de Buenos Aires, septiembre 2007
- Mención de Honor Juan Bautista Alberdi

Cámara de Diputados de la Nación - Congreso de la Nación, Buenos Aires, agosto 2017
- Mención de Honor Domingo Faustino Sarmiento

Cámara de Senadores de la Nación - Congreso de la Nación, Buenos Aires, agosto 2017
- Premio Princesa de Asturias

Categoría de Comunicación y Humanidades - Fundación Princesa de Asturias, Oviedo, España, octubre 2017
- Doctor Honoris Causa por la Universidad de Buenos Aires

Consejo Superior de la Universidad de Buenos Aires, Buenos Aires, noviembre 2017

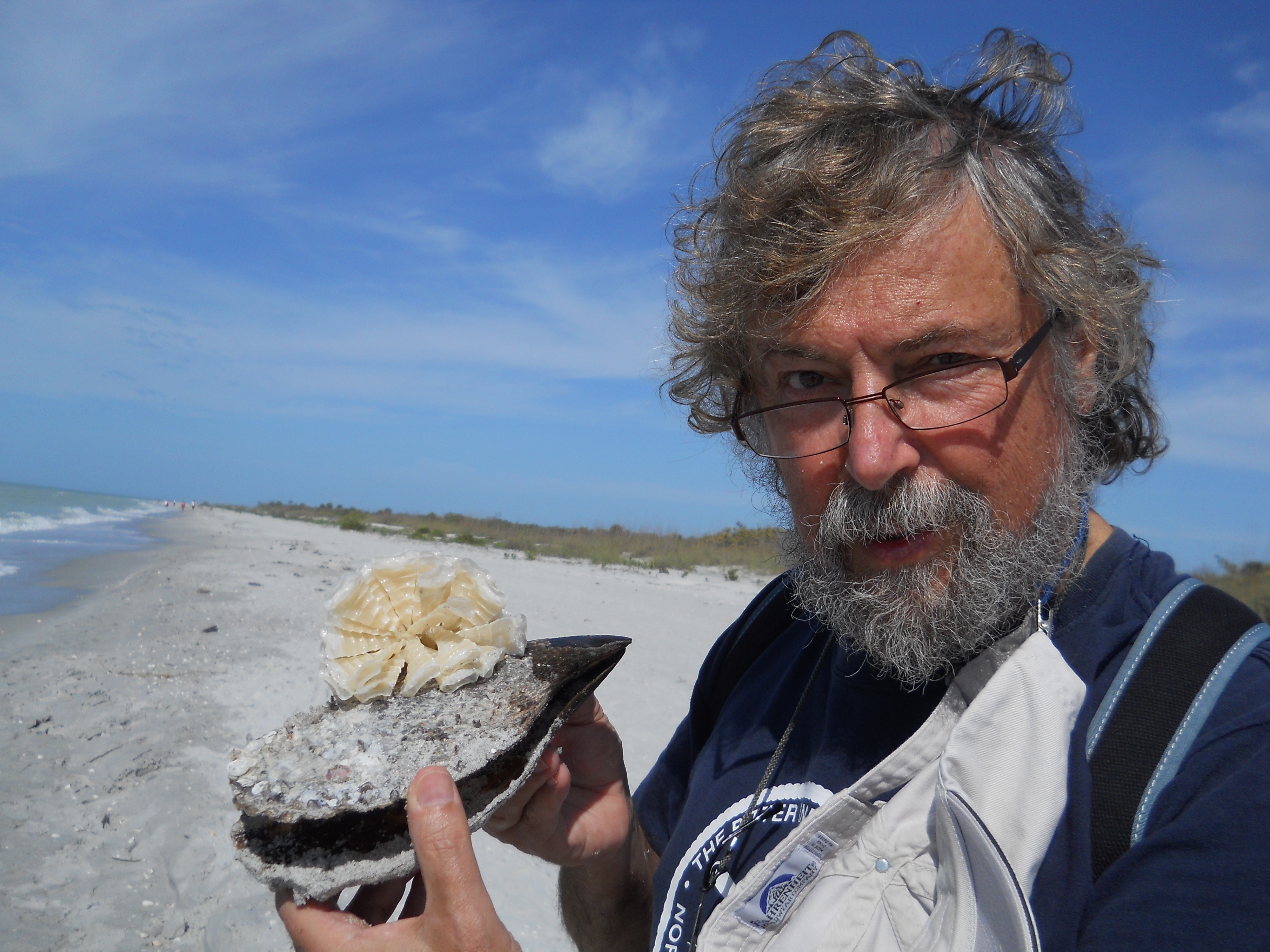
C. Núñez Cortés con un ejemplar de su colección: una Atrina rígida, de la familia Pinnidae. Sobre ella, una ovicápsula de Fasciolaria tulipa.

## Libros
| Año  | Título                                       | ISBN              | Editorial          | Otros                                                    |
| 1997 | 100 caracoles argentinos                     | 978-950-24-0753-1 | Albatros           | Edición argentina Coautor Tito Narosky                   |
| 2007 | Los juegos de Mastropiero                    | 978-950-042911-5  | Emecé              | Palíndromos, retruécanos y demás yerbas en Les Luthiers. |
| 2017 | Memorias de un luthier                       | 978-950-495965-6  | Planeta            | Edición argentina                                        |
| 2023 | Memorias de un luthier                       | 978-8418404320    | Libros del Kultrum | Edición española                                         |
| 2024 | Es que me pasaron muchas cosas en la vida... | 978-8418404610    | Libros del Kultrum | Edición española                                         |

## Obras de teatro con música de Núñez Cortés
| Año  | Título                                                    | Autor            | Dirección             | Teatro            | Otros músicos              |
| 1969 | Rockfeller en el Far West                                 | René de Obaldía  | Jorge Hacker          | Nuevo Apolo       | Jorge Schussheim           |
| 1969 | Corazón de bizcochuelo                                    | Enrique Pinti    | Luis Fischer Quintana | Sala Planeta      |                            |
| 1970 | El fantoche lusitano                                      | Peter Weiss      | Alfredo Zemma         | del Centro        | Jorge Schussheim           |
| 1970 | La tartamuda                                              | Enrique Pinti    | Luis Fischer Quintana | ABC               |                            |
| 1970 | Piedra libre para Tan Tan                                 | Diana Ezcurra    | Diana Ezcurra         | ABC               |                            |
| 1971 | Historia tendenciosa de la clase media argentina          | Ricardo Monti    | Jaime Kogan           | Payró             |                            |
| 1971 | El enfermo imaginario                                     | Molière          | Franklin Caicedo      | Evaristo Carriego |                            |
| 1972 | Juan Moreira Supershow                                    | Pedro Orgambide  | Alfredo Zemma         | del Centro        | Jorge Schussheim           |
| 1972 | Judío o inocente                                          | Ricardo Halac    | Matilde Bensignor     | Margarita Xirgu   |                            |
| 1972 | Quién es, quién es, quién será                            | Jorge Landó      | Alfredo Devita        | San Martín        |                            |
| 1972 | Vámonos, patria, a caminar                                | Autores varios   | Víctor Bruno          | Planeta           |                            |
| 1973 | Juan de los caminos                                       | Hugo Midón       | Hugo Midón            | Lassalle          |                            |
| 1975 | El gran show internacional del Cabaret Bijou              | Alfredo Zemma    | Alfredo Zemma         | Margarita Xirgu   |                            |
| 1975 | La venganza de don Mendo                                  | Pedro Muñoz Seca | Norma Aleandro        | Lassalle          |                            |
| 1976 | Alguien voló sobre el nido del cucú (Atrapado sin salida) | Ken Kesey        | Jorge Hacker          | El Nacional       |                            |
| 2007 | Tres mujeres con equipaje                                 | Fabrizio Origlio | Fabrizio Origlio      | Foro Gandhi       | Diego Vila y Carlos Gianni |